# Amír Alíakbarí
Amír Alíakbarí (persky امیر علی‌اکبری‎‎; * 11. prosince 1987) je bývalý íránský zápasník – klasik, od roku 2014 jako profesionální zápasník.

## Sportovní kariéra
Zápasení se věnoval od útlého dětství. Na řecko-římský styl se specializoval ve 13 letech pod vedením trenéra Násira Nurbaše. V íránské reprezentaci se prosazoval od roku 2009 ve váze do 120 kg, když první dva roky shazoval do nižší váhy do 96 kg.
V roce 2010 byl za hrubé chování diskvalifikován v semifinále asijských her v Kantonu. V roce 2011 byl namátkovou kontrolou pozitivně testován na doping. Dostal dvouletý zákaz činnosti. Na žíněnku se vrátil v červnu 2013. Na zářijovém mistrovství světa v Budapešti byl po vítězství podruhé pozitivně testován a dostal doživotní zákaz činnosti v organizacích, které zastřešuje SportAccord. V obou případech šlo o užívání anabolických steroidů.

### Výsledky
| Turnaj            | 2007 | 2008 | 2009 | 2010 | 2011 | 2012 | 2013 |
| Turnaj            | 20   | 21   | 22   | 23   | 24   | 25   | 26   |
| Turnaj            | -84  | -96  | -96  | -96  | -120 | -120 | -120 |
| ----------------- | ---- | ---- | ---- | ---- | ---- | ---- | ---- |
| Olympijské hry    |      | —    |      |      |      | X    |      |
| Mistrovství světa | —    |      | 3.   | 1.   | X    |      | 1.   |
| Asijské hry       |      |      |      | DQ   |      |      |      |
| Mistrovství Asie  | —    | —    | 1.   | —    | —    | X    | X    |
| Univerziáda       |      |      |      |      |      |      | 2.   |
| MS juniorů        | 1.   |      |      |      |      |      |      |

## Profesionální kariéra
Svojí profesionální zápasnickou kariéru zahájil v roce 2014 v thajském Phuketu v bojovém klubu AKA pod vedením Mika Swicka. První větší smlouvu podepsal v roce 2016 s japonskou soutěží Rizin Fighting Federation. Od roku 2018 půdobí v ruské (čečenské) profesionální soutěži Absolute Championship Berkut (ABC).